# Antarctoperla michaelseni
Antarctoperla michaelseni är en bäcksländeart som först beskrevs av František Klapálek 1904.  Antarctoperla michaelseni ingår i släktet Antarctoperla och familjen Gripopterygidae. Inga underarter finns listade i Catalogue of Life.